# Рийснес, Магнус
Магнус Беш Рийснес (норв. Magnus Bech Riisnæs; род. 4 ноября 2004, Лёренскуг, Акерсхус) — норвежский футболист, полузащитник клуба «Волеренга».

## Клубная карьера
Рийснес — воспитанник клубов «Лёренскуг» и «Волеренга». 5 декабря 2021 года в матче против «Мьёндалена» он дебютировал в Элитсерии в составе последнего. 13 мая 2023 года в поединке против «Хёугесунна» Магнус забил свой первый гол за «Волеренгу».